# Hrabanus Maurus

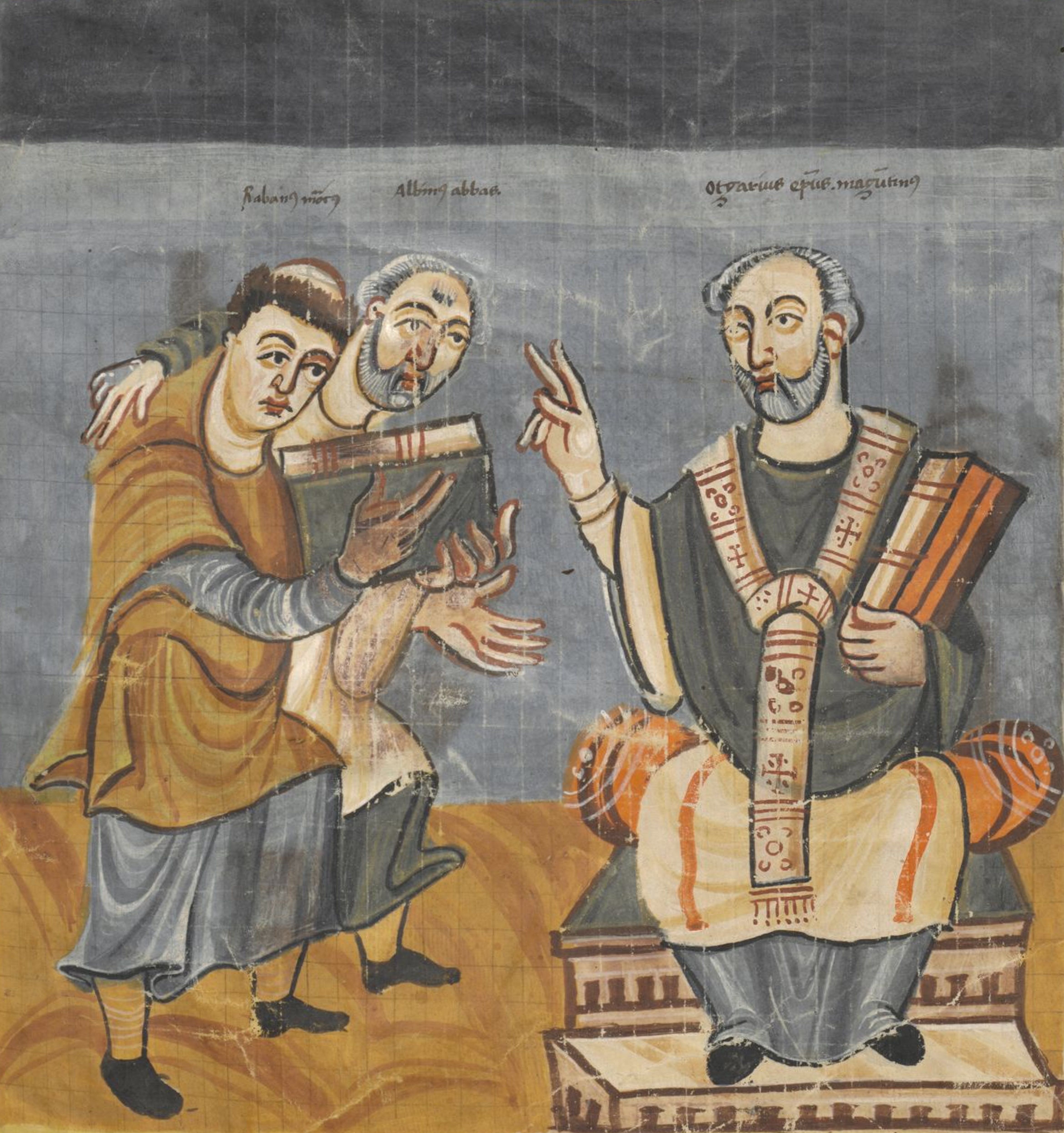
Hrabanus Maurus (links), ondersteund door Alcuin (midden), biedt zijn werk aan zijn voorganger, aartsbisschop Otgar van Mainz (rechts), aan; 9e eeuw, Österreichische Nationalbibliothek, Wenen

Hrabanus (of Rhabanus of Rabanus) Maurus (Mainz, circa 780 – Winkel  (Rheingau), 4 februari 856) was een van de grootste geleerden van de vroege middeleeuwen.
Hij stamde uit een Frankisch adellijk geslacht en werd op circa tienjarige leeftijd in de abdij van Fulda ondergebracht. Daar kreeg hij als benedictijner monnik onderwijs in de Angelsaksische traditie van Bonifatius. Nadat Hrabanus in 801 diaken was geworden werd hij door de abt Ratgar naar Tours gestuurd om daar een opleiding te volgen onder Alcuinus.
Na een jaar studie keerde hij terug naar Fulda waar hij ging lesgeven en later hoofd van de kloosterschool werd. Hij verzamelde een groot aantal manuscripten en Hrabanus' roem als leraar verspreidde zich snel door Europa: hij leidde onder meer Otfried von Weißenburg, Walahfrid Strabo en Lupus van Ferrières op. In 814 werd hij tot priester gewijd. Na het overlijden van abt Eigil in 822 werd Hrabanus tot zijn opvolger gekozen.
Onder invloed van Hrabanus ontwikkelde Fulda zich tot het culturele en geestelijke centrum van het Oost-Frankenrijk. Ook wijdde hij zich aan het bouwen van kerken in de omgeving. Hij breidde het bezit van de abdij van Fulda uit. Daarnaast spande hij zich in om de artistieke talenten van de monniken te ontwikkelen.
Hrabanus geraakte in een politiek conflict door keizer Lotharius te steunen tegen diens broers. Toen Lotharius werd verslagen door Lodewijk de Duitser, vluchtte Hrabanus naar de Petersberg nabij Fulda, maar in 847 werd hij  - na een verzoenend gesprek met Lodewijk, aangesteld als opvolger van Otgar van Mainz - aartsbisschop van Mainz. In die periode maakte hij naam als weldoener: in Winkel voorzag hij in 850 tijdens een hongersnood in de Rheingau enkele weken lang meer dan 300 mensen per dag van voedsel.
Hrabanus was een zeer veelzijdig schrijver van gedichten, hymnen, preken, en hagiografische geschriften. Ook schreef hij commentaren op bijna alle Bijbelboeken. Wellicht zijn bekendste werk is De laudibus sanctae crucis, een bundel figuurgedichten ter ere van het heilige kruis. Ook de bekende pinksterhymne Veni Creator Spiritus wordt aan Hrabanus toegeschreven. Zijn werk werd zo gewaardeerd dat Hrabanus de titel Praeceptor Germaniae kreeg: “Leermeester van Germanië”. 

## Werken
- De laudibus sanctae crucis
- De videndo Deo
- De modo penitentiae
- De clericorum institutione
- Liber de computo
- De universo
- De ecclesiastica disciplina

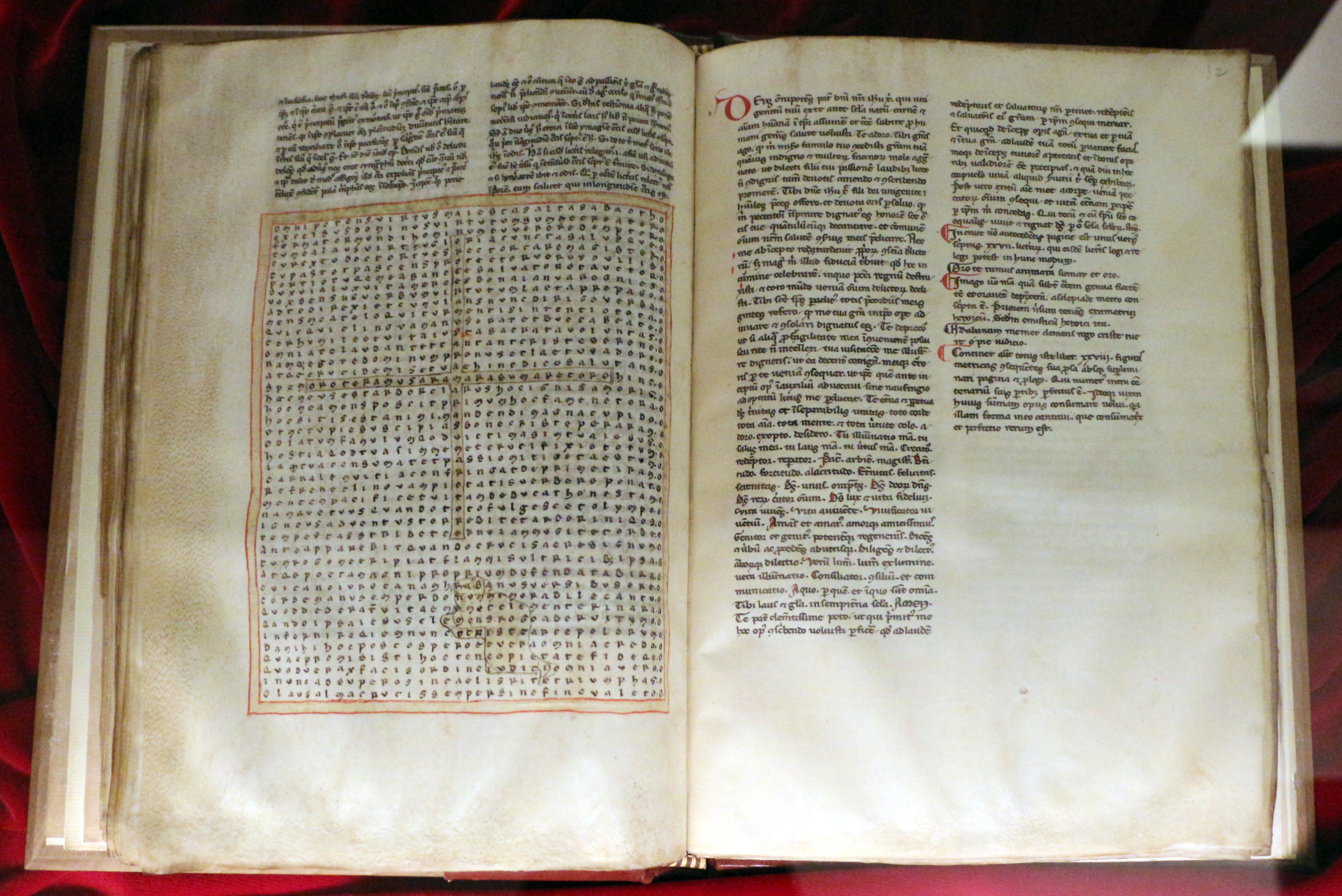
In Honorem Sanctae Crucis, 13th century, Biblioteca Medicea Laurenziana, Florence

- De sacris ordinibus, sacramentis divinis et vestimentis sacerdotalibus
- De anima
- Allegoriæ
- Pœnitentium liber
- Pœnentiale
- De magicis artibus
- De oblatione puerorum
- De vitiis et virtutibus
- De rerum naturis (een encyclopedisch werk)

### Primaire bronnen
- Epistolae in: Dümmler (Ernst). Monumenta Germania Historica. Epistolarum Tomus 5, Epistolae Karolini Aevi, Tomus 3. 1899. 679 p.

### Secundaire bronnen
- Kotzur (Hans–Jurgen) (ed). Rabanus Maurus, Auf den Spuren eines karolingischen Gelehrten. Verlag Philipp von Zabern. Mainz am Rhein. 2006. 120p.
- Felten (Franz J.) & Nichtweiß (Barbara) (eds). Hrabanus Maurus: Gelehter, Abt von Fulda und Erzbischof von Mainz. Publikationen Bistum Mainz. Mainz. 2006. 196p.

### Teksten via internet
- Monumenta Germaniae Historica digital
- De laudibus sanctae crucis
- De rerum naturis
- Hrabanus Maurus in de Bibliotheca Augustiana
- (la)  Rabanus Maurus op Documenta Catholica Omnia

- Bibsys: 95002399
- Biblioteca Nacional de España: XX1080744
- Bibliothèque nationale de France: cb12120736z (data)
- Catàleg d'autoritats de noms i títols de Catalunya: 981058514123106706
- CiNii: DA01005542
- Gemeinsame Normdatei: 118553909
- International Standard Name Identifier: 0000 0001 2144 1065
- Library of Congress Control Number: n81125846
- MusicBrainz: 33b5b2e0-7789-4b8b-b6dc-689b325547c7
- Nationale Bibliotheek van Tsjechië: jn20030819036
- Nationale bibliotheek van Australië: 47753468
- Nationale Bibliotheek van Israël: 987007266714205171
- Nationale Bibliotheek van Polen: a0000002702365
- Nationale en Universitaire bibliotheek Zagreb: 000384428
- Nederlandse Thesaurus van Auteursnamen: 070292582
- Istituto Centrale per il Catalogo Unico: MILV078678
- LIBRIS: 326560
- SNAC: w6ws8zw3
- Système universitaire de documentation: 029620074
- Trove: 1489431
- Virtual International Authority File: 95147534
- WorldCat: E39PCjxcGMpgYJPt4wDXrxdprq